# Рамос, Глория Исабель
Глория Исабель Рамос (исп.  Gloria Isabel Ramos Triano, 1964, Канарские острова, по другим сведениям — Венесуэла) — первая женщина-дирижёр в Испании.

## Биография
Училась в консерватории Санта-Крус-де-Тенерифе, затем в Барселоне, от фортепиано и виолончели перешла к дирижированию. По швейцарской стипендии совершенствовалась с 1991 в Бернской консерватории и в Опере Цюриха. После окончания учебы в 1995 завоевала Международную премию оркестра Безансона для молодых дирижёров в номинации Опера и оратория, а также премию оркестра Брашова на Международном конкурсе Дину Никулеску.
В Испании дебютировала в 1996 с симфоническим оркестром Тенерифе и Галисийским симфоническим оркестром. Руководитель оркестра Кордовы (2001—2004), симфонического оркестра Бильбао. Работала со многими оркестрами Испании, симфоническим оркестром Люцерна, Цюрихским камерным оркестром, Камерным оркестром Великобритании, Венским камерным оркестром, Симфоническим оркестром Санкт-Петербурга, оркестром Государственного Эрмитажа, Лиссабонским оркестром Гульбенкяна и др.

## Репертуар
В репертуаре Рамос — музыка европейских романтиков от Бетховена и Листа до Рихарда Штрауса и Рахманинова, Барток, Шостакович, Пуленк, Мануэль де Фалья. Рамос продирижировала несколькими классическими операми — Севильский цирюльник (2000), Травиата (2001), Кармен (2007). Уделяет много внимания современным испанским композиторам — Луису де Пабло, а также совсем молодым Илуминаде Перес Фрутос, Хуану Франсиско Падилье, Мануэлю Бонино, Лауре Вега. Исполнила Реквием Хенце с Хоканом Харденбергером как солистом (2005) и его же Элегию для юных влюбленных (2009).
Выступает как композитор. Среди её сочинений — В объятиях воды для сопрано и оркестра (2007), Цветы зла (2008).

## Признание
Первая премия Международного дирижёрского конкурса Кадакесского оркестра (1998). Первая премия Международного конкурса дирижирования Гранадского оркестра (1998). Премия Испанского радио Критический взгляд (2001) и др.